# بریسا
بریسا (به پرتغالی: Brisa) شرکت حمل‌ونقل پرتغالی است، که در زمینه احداث و مدیریت بر بزرگ‌راه‌ها، فرودگاه و راه‌آهن فعالیت می‌کند.
شرکت بریسا در سال ۱۹۷۲ تأسیس شد و در حال حاضر دارای عملیات در کشورهای پرتغال، ایالات متحده آمریکا، هلند و اسپانیا می‌باشد. بزرگترین سهام‌دار این شرکت، شرکت اسپانیایی آبرتیس است، که ۱۵ درصد از سهام آن را در اختیار دارد.
شاخه‌ای از شرکت بریسا در زمینه ساخت‌وساز زیرساخت‌های شهری فعالیت می‌کند، که از پروژه‌های انجام شده توسط آن می‌توان به فرودگاه لیسبون پورتلا و فرودگاه نیو لیسبون اشاره نمود.